# حارة جامعة الإيمان (صنعاء)
حارة جامعة الإيمان هي إحدى حارات حي الثورة بمديرية الثورة إحد مديريات العاصمة اليمنية صنعاء، بلغ تعداد سكانها 3187 نسمة حسب تعداد اليمن لعام 2004.